# توكانو، البرازيل
توكانو، البرازيل هي بلدية في البرازيل، تتبع باهيا، بلغ عدد سكانها 50٬948  نسمة، في 2000، تبلغ مساحتها 2٬801٫292 كيلومتر مربع.

## الموقع
تشترك في الحدود مع:
- أراسي.

## أعلام
- روبرتو أندرادي سيلفا